# EXILE TAKAHIRO
EXILE TAKAHIRO（1984年12月8日—），日本男歌手，EXILE主唱。山口縣下關市出生，於長崎縣佐世保市成長。身高180cm。其妻為演員武井咲。

## 來歷
沖縄空手道（日本武道館全國大會團體戰出場，獲得第五名）有段者。為了繼承雙親之事業從長崎縣美容専科学校畢業後有在美容室「MINX」實習的時期。也有當雜誌髮型模特兒的經驗。特技有空手道（黑帶-初段）、書道（八段）、喜歡繪畫和演歌，20歲左右開始常常晚上聽著演歌(主要聽前川清、五木宏)。
參加了隨著SHUN的退團而舉辦的徵選「EXILE Vocal Battle Audition 2006〜ASIAN DREAM〜」，在2006年9月22日稱霸於日本武道館舉行的最終審核，以新主唱、第7位成員的身分加入EXILE。
2007年3月1日在TAKAHIRO的母校長崎縣立佐世保東翔高等學校的畢業典禮上舉行了驚喜現場演唱。
2011年3月9日發行的EXILE專輯『祈願之塔』初回生產限量版翻唱專輯『EXILE COVER』收錄了初次個人獨唱歌曲「以心伝心」(翻唱曲)。
2012年3月7日與TAKAHIRO參與JAPAN UNITED with MUSIC名義發售的單曲「All You Need Is Love」。4月14日開始的巨蛋巡迴演唱會「EXILE TRIBE LIVE TOUR 2012 〜TOWER OF WISH〜」中、不僅以EXILE身份參與，也以個人身份參與演出。同年，組成了搖滾樂隊「ACE OF SPADES」(黑桃ACE)。
2013年6月26日、以EXILE TAKAHIRO身份發行單曲「一千零一秒」作個人出道。
2014年以1月開始的日本電視台電視連續劇『戰力外搜查官』演員出道。3月5日，發行以自己有份參加演出『戰力外搜查官』的主題曲、第2張單曲「Love Story」。4月1日開始擔任富士電視台系列「森田一義アワー 笑っていいとも!」的後續新節目『バイキング』星期二的司儀，由他及NAOTO每週交替擔當。

## 人物
- 專業學生時代時於福岡縣美容技術錦標賽中獲得冠軍[2]並獲得賞金100萬日元。這賞金用了作與比賽時當模特的妹妹一起去夏威夷旅行之用[3]。畢業後曾有在美容室「MINX」做過見習，也有擔任過真鍋香織的洗髮[4]。
- 拿手的技術是沖繩空手道(初段)[5]和書道(八段)。
- 於日本電視台的選抜節目『歌スタ!!』中合格[6]。
- 2007年3月1日，為母校長崎縣立佐世保東翔高級中學的畢業典禮進行驚喜現場演唱[7]。
- GLAY的歌迷[8]。
- 2015年因拍攝電視劇《戦力外捜査官〜SPECIAL》而與武井咲傳出戀情，並數度被週刊報導。2017年9月1日，兩人聯合發布親筆聲明，表示交往兩年半，已於2017年9月1日結婚入籍，妻子武井當時已懷有3個月的身孕[9]。他們在2018年3月宣布第一個孩子出生，是個女孩[10]，2022年3月宣布第二個女孩子出生[11]， 2025年2月宣布第三個女孩子出生[12]。

## 参加團體
- EXILE（2006年9月22日 - 現在）
- ACE OF SPADES（2012年）

## 作品列表
關於EXILE的作品,請參考EXILE#作品

### 單曲
|     | 發售日        | 標題         | 排名 |
| --- | ------------- | ------------ | ---- |
| 1st | 2013年6月26日 | 一千零一秒   | 2位  |
| 2nd | 2014年3月5日  | Love Story   | 3位  |
| 3nd | 2017年10月4日 | Eternal Love | 3位  |

### 配信單曲
| 發售日         | 標題                              |
| -------------- | --------------------------------- |
| 2019年7月8日   | Last Night]]                      |
| 2019年10月16日 | YOU are ROCK STAR                 |
| 2019年11月25日 | ON THE WAY 〜愛の光〜             |
| 2020年9月28日  | 運命のヒト                        |
| 2020年12月21日 | Heavenly White EXILE RESPECT Ver. |
| 2021年8月9日   | 優しい光                          |
| 2021年12月24日 | I Believe                         |
| 2022年11月22日 | 道                                |
| 2024年9月23日  | DESTINY                           |
| 2024年12月5日  | Winter Song                       |
| 2025年2月19日  | EVOLUTION                         |

### 專輯
|     | 發售日        | 標題           | 排名 |
| --- | ------------- | -------------- | ---- |
| 1st | 2015年9月23日 | the VISIONALUX | 1位  |
| 2   | 2023年9月6日  | EXPLORE        | 13位 |

### 迷你專輯
|     | 發售日        | 標題                  | 排名 |
| --- | ------------- | --------------------- | ---- |
| 1st | 2017年12月6日 | All-The-Time Memories | 6位  |

### 配信專輯
- WILD & FREE（2024年4月10日）

### 以上以外的曲（於個人出道之前）
- 以心伝心

19的翻唱曲。
收錄於EXILE專輯『祈願之塔』的初回生産限定盤所附屬的翻唱專輯 『EXILE COVER』。
- PLACE

收錄於EXILE專輯『EXILE JAPAN』。

### 合作作品
- My Buddy

EXILE TAKAHIRO + NESMITH, SHOKICHI (二代目J Soul Brothers)的合作作品。
收錄於EXILE專輯『EXILE ENTERTAINMENT BEST』
- My Buddy part. II

EXILE TAKAHIRO + NESMITH, SHOKICHI (二代目J Soul Brothers)的合作作品。
收錄於二代目 J Soul Brothers專輯『J Soul Brothers』。

### 参加作品
- All You Need Is Love

JAPAN UNITED with MUSIC的作品。
- Bloom

EXILE ATSUSHI的作品。
参與和聲部份。
EXILE專輯『EXILE BEST HITS -LOVE SIDE-』に收錄。

### 作詞
| 曲名                                                                     | 歌手            | 首次出現                                               | 備考                                            |
| ------------------------------------------------------------------------ | --------------- | ------------------------------------------------------ | ----------------------------------------------- |
| Dream Catcher                                                            | EXILE           | 專輯「EXILE EVOLUTION」                                | 作曲是藤澤慶昌                                  |
| I Believe                                                                | EXILE           | 單曲「I Believe」                                      | 作曲是浅田将明                                  |
| You're my sunshine                                                       | EXILE           | 單曲「Pure/You're my sunshine」                        | 作曲是原一博                                    |
| My Buddy / EXILE TAKAHIRO + NESMITH, SHOKICHI (J Soul Brothers)          | EXILE           | 精選專輯「EXILE ENTERTAINMENT BEST」                   | 作詞是與michico合作。 作曲是michico與T.Kura     |
| My Buddy part. II / EXILE TAKAHIRO + NESMITH, SHOKICHI (J Soul Brothers) | J Soul Brothers | 專輯「J Soul Brothers」                                | 作詞是與michico合作。 作曲是michico與T.Kura     |
| I Believe (New Ver.)                                                     | EXILE           | 專輯「給珍愛的未來」（X'mas Album『EXILE CHRISTMAS』） | I Believe的另外版本。                           |
| Your Smile                                                               | EXILE           | 專輯「給珍愛的未來」                                   | 作曲是浅田将明                                  |
| GOING ON                                                                 | EXILE           | 單曲「FANTASY」                                        | 作曲是原一博                                    |
| 手紙                                                                     | EXILE           | 專輯「祈願之塔」                                       | 作曲是山口寛雄                                  |
| 生命的花朵                                                               | EXILE           | 專輯「EXILE JAPAN/Solo」                               | 作曲是マシコタツロウ                            |
| WILD TRIBE                                                               | ACE OF SPADES   | 單曲「WILD TRIBE」                                     | 作詞是與audio 2 audio合作。 作曲是audio 2 audio |
| NOW HERE                                                                 | ACE OF SPADES   | 單曲「WILD TRIBE」                                     | 作詞是與audio 2 audio合作。 作曲是audio 2 audio |
| 誓言                                                                     | ACE OF SPADES   | 單曲「WILD TRIBE」                                     | 作曲是Kotaro Egami                              |
| with...                                                                  | EXILE TAKAHIRO  | シングル「一千一秒」                                   | 作曲・編曲是浅田将明。                          |
| 二日月                                                                   | EXILE TAKAHIRO  | シングル「一千一秒」                                   | 作曲・編曲はCOZZi                               |
| 約束の空                                                                 | EXILE TAKAHIRO  | シングル「一千一秒」                                   | 作曲是マシコタツロウ。 編曲是華原大輔。         |
| Love Story                                                               | EXILE TAKAHIRO  | 單曲「Love story」                                     | 作曲・編曲是COZZi。                             |
| Feelings                                                                 | EXILE TAKAHIRO  | 單曲「Love story」                                     | 作曲・編曲是與COZZi合作。                       |
| ずっと                                                                   | EXILE TAKAHIRO  | 單曲「Love story」                                     | 作曲・編曲是原一博。                            |
| Keep On Singing                                                          | EXILE TRIBE     | 專輯「EXILE TRIBE REVOLUTION」                         | 作曲：FAST LANE, ERIK LIDBOM                    |
| 抱きしめたい                                                             | EXILE TAKAHIRO  | 配信限定單曲「抱きしめたい」                           | 作曲是山口寛雄。 編曲是華原大輔。               |

### 作曲
| 曲名     | 歌手           | 首次出現           | 備考                                           |
| -------- | -------------- | ------------------ | ---------------------------------------------- |
| Feelings | EXILE TAKAHIRO | 單曲「Love Story」 | 與COZZi合作。参加曲中吉他的演奏。 也擔任作詞。 |

## 個人展
- 始―絵具バカ日誌―[13]
  - 2014年6月12日 - 22日 埼玉・TOIRO（埼玉超級競技場 4F）

## 演唱會
- EXILE TRIBE PERFECT YEAR 2014 SPECIAL STAGE “THE SURVIVAL”IN SAITAMA SUPER ARENA 10DAYS
  - 2014年6月16日 - 18日 埼玉・埼玉超級競技場

## 出演
與EXILE相關的演出請參考EXILE#演出

### 戲劇
- 戰力外搜查官（日本電視台、2014年1月 - 3月） 飾演 設樂恭介
- WILD HEROES（日本電視台、2015年4月 - 6月）飾演 瀨川希一
- HiGH&LOW（日本電視台、2015年10月 - 12月 ）飾演 雨宮雅貴
  - HiGH&LOW Season2（2016年4月 - 6月）

### 電影
- HiGH&LOW（松竹）- 雨宮雅貴 
  - ROAD TO HiGH&LOW（2016年5月）
  - HiGH&LOW THE MOVIE（2016年7月）
  - HiGH&LOW THE RED RAIN（2016年10月）
- 僕に、会いたかった（2019年5月）- 池田徹
- 三個信長（2019年9月）- 信長・甲

### 電視節目
- さんま&EXILEの世界に一つだけの歌（2009年12月30日・2010年4月9日、朝日電視台）
- EX-LOUNGE（2012年11月 - 2013年3月、TBS電視）
- バイキング（2014年4月1日 - 2015年3月17日、富士電視台）※隔星期二主持

### CM
- TOYOTA「WISH」（2009年）
- 明治製菓
  - 「Fran」（2009年）
  - 「明治 milk chocolate」（2010年 - 2011年）
  - 「Dorea」（2011年 - 2012年）
- 樂敦製藥「樂敦Z!」（2010年 - 2012年）
- 麒麟飲品「大人的麒麟檸檬」（2010年 - 2011年）
- 明治製菓「明治牛奶巧克力」（2010年9月 - ）
- 富士通
  - 「ARROWS」（2011）
  - FMV」（2012年）
- GREE「聖戦Cerberus」（2011年 - 2012年）
- NTT Communications「050 plus」（2011年 - 2013年）
- KOSÉ 「adidas skin protection」（2012年4月）
- 日本可口可樂 「零系可口可樂」（2013年）
- 第一興商「SmartDAM」（2013年）
- Samantha Thavasa meets SAMANTHA KINGZ （2014年 - 2015年）
- 洋服の青山（2014年 - 2015年）
- 固力果「牧場しぼり」（2015年）
- 海外劇集 Gotham 廣告歌 「いつかまた会えたら」（2015年7月）
- 三得利『ザ・モルツ』（2015年 - 2016年）[14]。
- 日清食品「合味道」（2018年）

### 廣告MV
- 厚生勞動省 知って、肝炎PROJECT 主題曲「笑顔の明日」（2016年）
- RED DIAMOND DOGS「RED SOUL BLUE DRAGON」（2018年）

### 其他
- 環境省 動物愛護海報（2009年・2013年）
- 第34回日本國際鳥人錦標賽「東北大学Windnauts」TEAM SUPPORTER（2011年）
- 佐世保觀光名譽大使（2016年9月 - ）[15]
- 第一生命保險「小中学生サラ川選手権」「暑假兒童小作文大賽」應援大使（2018年）
- 寶酒造「LEMON SOUR日本を元気に!」PROJECT 特別大使（2020年 - ）
- 瑞可利『じゃらん』30周年大使（2020年）

## 書籍

### 雜誌連載
- MEN'S NON-NO
- Men's JOKER

## 備註
1. ↑  2011年3月27日播映的「ひるザイル」
2. ↑  2012年11月20日播映的「スター☆ドラフト会議」
3. ↑  2011年3月5日播映的「メレンゲの気持ち」
4. ↑  2007年12月11日播映的「『ぷっ』すま」
5. ↑  2007年10月6日播映的「めちゃ×2イケてるッ!」
6. ↑  . 歌スタ!!. 日本テレビ. 2006-07-10  [2010-12-06]. （原始内容存档于2009-05-27） （日语）.
7. ↑  2007年3月19日播映的「Channel-a」
8. ↑  2011年10月23日播映的「EXILE魂」
9. ↑  . Sponichi Annex (スポーツニッポン新聞社). 2017-09-01  [2017-09-01]. （原始内容存档于2017-09-01）.
10. ↑  . ORICON NEWS. 2018-03-12  [2018-03-12]. 已忽略文本“和書 ” (帮助)
11. ↑  . 日刊スポーツ (日刊スポーツ新聞社). 2022-03-26  [2022-03-26].
12. ↑  . サンスポ. 産経デジタル. 2025-02-02  [2025-02-02]. 已忽略文本“和書” (帮助)
13. ↑  . ORICON STYLE. 2014-06-11  [2016-08-23]. （原始内容存档于2015-09-24）.
14. ↑  . SUNTORY『ザ・モルツ』. 2015-09-03  [2015-09-03]. （原始内容存档于2015-09-11）.
15. ↑  . Billboard JAPAN. 2016-09-26  [2016-09-27]. （原始内容存档于2018-01-26）.

## 外部連結
- TAKAHIRO｜PROFILE｜EXILE Official Website（页面存档备份，存于）
- YouTube上的EXILE TAKAHIRO頻道
- EXILE TAKAHIRO Staff的X（前Twitter）
- EXILE TAKAHIRO STAFF的Instagram帳戶

## 相關項目
- EXILE
- ACE OF SPADES